# Stevphen Shukaitis
Stevphen Shukaitis ist ein britischer Anarchist, Soziologe und Hochschullehrer.

## Leben und Werk
Shukaitis gilt als anarchistischer Kulturtheoretiker. Er zählt zum Academic Staff der University of Essex, unterrichtet dort am Centre for Work and Organization und betreut Doktoranden.
Autonomedia ist ein US-amerikanischer Verlag für radikale Theorie, insbesondere der anarchistischen Tradition. Lange Jahre stand dieses Verlagshaus in enger Zusammenarbeit mit Semiotext(e), spezialisiert auf Poststrukturalismus. Shukaitis zählt zum Herausgeber-Kollektiv von Autonomedia und publiziert regelmäßig in radikalen und anarchistischen Zeitschriften, wie Ephemera, Les Cahiers de l'idiotie und Rethinking Marxism. Als Herausgeber präsentierte er eine Reihe von Texten von Franco Berardi, Uri Gordon, Félix Guattari und Antonio Negri.
Seine erste Monografie wird mit einem Minor Compositions Open Access Statement eingeleitet, in dem er Open Access definiert als freie Verwendung, jedoch ohne kommerzielle Interessen. Seit 2009 koordiniert er Minor Compositions, a series of interventions & provocations drawing from autonomous politics, avant-garde aesthetics, and the revolutions of everyday life, eine Serie von Interventionen und Provokationen aufgrund autonomer Politik, Ästhetik der Avantgarde und den Revolutionen im Alltagsleben. In dessen Rahmen präsentierte er im April 2016 Werke des Jazz-Saxophonisten und Poeten John Gruntfest in einer Sendung der Londoner Experimentalradiostation Resonance FM.
Sein Buch aus dem Jahr 2016, The Composition of Movements to Come, wurde mit Interesse aufgenommen. Stephen Duncombe von der New York University bezeichnete es als „brillant und nützlich“. Shukaitis stelle die Grenzen intellektuellen und aktivistischen Denkens der Linken in Frage und insistiere darauf, dass die Frage der Kultur strategisch, nicht nur taktisch, betrachtet werden müsse. Im deutschen Sprachraum ist bislang nur eine Publikation von Shukaitis nachweisbar, der Aufsatz Kommt der Aufstand der Verlegten? Zehn Gedanken zu Zecken & Genoss_innen in Kamion 00/2014, dem Nachfolgeprojekt der Kulturrisse.

## Publikationen (Auswahl)
Monografien
- Imaginal Machines, Autonomy and Self-Organization in the Revolutions of Everyday Life, Autonomedia 2009
- The Composition of Movements to Come, Aesthetics and Cultural Labour After the Avant-Garde, Rowman & Littlefield 2016

Herausgeber
- (Gem. mit David Graeber und Erika Biddle): Constituent Imagination: Militant Investigation / Collective Theorization.  AK Press 2007
- (Gem. mit Erik Empson): Franco Berardi: Precarious Rhapsody: Semiocapitalism and the pathologies of post-alpha generation.  London/New York: Autonomedia 2009
- Félix Guattari und Antonio Negri: New Lines of Alliance, New Spaces of Liberty. London/New York: Autonomedia 2010
- (Gem. mit Malav Kanuga und James Blair): Colectivo Situaciones 19 & 20: Notes for a New Social Protagonism.  London/New York: Autonomedia 2011